# Discografia de Pantera
A discografia de Pantera, banda de metal estadunidense, consiste em nove álbuns de estúdio, um álbum ao vivo, duas coletâneas, quatro álbuns vídeo, vinte singles, doze videoclipes e dois extended plays.
A banda lançou quatro álbuns de estúdio entre 1983 e 1988, esses são, Metal Magic (1983), Projects in the Jungle (1984),  I Am the Night (1985) e Power Metal (1988), antes de mudarem completamente a sua sonoridade com o álbum Cowboys from Hell (1990), considerado pela maioria dos fãs como o álbum de estréia, que  alcançou a posição 27 nos Estados Unidos através da Billboard (Top Heatseekers); a RIAA concedeu o certificado de disco de ouro em 14 de setembro de 1993 e 'Platina' em 16 de julho de 1997, pelas 1.000.000 de cópias vendidas. No ano seguinte publicaram Cowboys from Hell: The Videos, uma série de vídeos musicais, imagens, entrevistas em formato VHS alcançando  certificação de ouro em 9 de julho de 1996 pela RIAA.
O segundo álbum de sucesso da banda,  Vulgar Display of Power (1992), alcançou a posição 44 na Billboard 200 e recebeu disco de platina pela ARIA e pela RIAA  o disco de ouro em 9 de fevereiro de 1993 e multi-platina em 7 de julho de 2004, por suas 2.000.000 de cópias vendidas no mundo. Vulgar Display of Power gerou os singles "Mouth for War" e "Walk", ambas canções contaram com videoclipes que apareceram no Vulgar Video (1993). Como seu predecessor, este vídeo foi certificado de platina pela RIAA.
Depois de uma turnê com duração de 2 anos, a banda publica Far Beyond Driven (1994), o qual estreou nos primeiros lugares da Billboard 200 dos Estados Unidos, nas paradas australianas da ARIA charts, alcançando o topo destas, entrando em quinto lugar na Suécia e no Reino Unido e obtendo disco de platina no Canadá e nos Estados Unidos. Desse álbum surgiram três singles: "5 Minutes Alone", "I'm Broken" e o cover do Black Sabbath "Planet Caravan"; este último chegou a entrar no top 30 da Hot Mainstream Rock Tracks e na parada musical principal da UK singles chart. The Great Southern Trendkill (1996) alcançou segunda e quarta posições nas paradas estadunidenses da Billboard 200 e nas paradas australianas da ARIA charts,  respectivamente; também entrou no top 5 das paradas finlandesas Yle, assim como na Nova Zelândia em sua tabela RIANZ.
O álbum ao vivo Official Live: 101 Proof (1997) entrou no top 20 de quatro países, e ganhou certificado de ouro na RIAA. Nesse mesmo ano a banda lançou 3 Watch It Go, que continha videoclipes para todos os singles do álbum Far Beyond Driven, e outro vídeo para la canção "Drag the Waters" do The Great Southern Trendkill. Foi igualmente certificado de platina pela RIAA. 3 Vulgar Videos from Hell (1999) trouxe consigo gravações caseira em vídeo feitas pela banda, e postas à venda em DVD. Foi certificado de platina nos Estados Unidos e Austrália. O último álbum de estúdio de Pantera, Reinventing the Steel (2000), foi seu segundo disco a entrar em segundo e quarto lugares nas paradas estadunidenses e australianas, respectivamente. A coletânea  Far Beyond the Great Southern Cowboys' Vulgar Hits! (2003) conteve as melhores canções de seus álbuns mais conhecidos, e foi lançada apenas nos Estados Unidos. Ainda assim, chegou ao  38º lugar da Billboard 200 e foi certificado de platina pela RIAA. A versão internacional (conhecido como Reinventing Hell) é uma combinação do nome de seus primeiro quatro discos  e inclui um CD de áudio de dezesseis faixas, mais um DVD com doze vídeos musicais. Mais tarde, neste mesmo ano, o Pantera se dissolveria oficialmente, e seus integrantes formariam novos projetos como Damageplan, Down e Superjoint Ritual.
Até Setembro de 2006 a banda havia vendido mais de 7.3 milhões de discos nos Estados Unidos, certificados pela Soundscan.

## Álbuns de estúdio
| Ano                                                                                                   | Álbuns                                                                                         | Allmusic | Posições nas paradas | Posições nas paradas | Posições nas paradas | Posições nas paradas | Posições nas paradas | Posições nas paradas | Posições nas paradas | Posições nas paradas | Posições nas paradas | Posições nas paradas | Certificações e vendas                                       |
| Ano                                                                                                   | Álbuns                                                                                         | Allmusic | [ 9 ]                | [ 10 ]               | [ 11 ]               | [ 12 ]               | [ 13 ]               | [ 14 ]               | [ 15 ]               | [ 16 ]               | [ 17 ]               | [ 18 ]               | Certificações e vendas                                       |
| --- | ---------------------------------------------------------------------------------------------- | -------- | -------------------- | -------------------- | -------------------- | -------------------- | -------------------- | -------------------- | -------------------- | -------------------- | -------------------- | -------------------- | ------------------------------------------------------------ |
| 1983                                                                                                  | Metal Magic - Lançamento: - Gravadora: Metal Magic Records                                     | ·        | —                    | —                    | —                    | —                    | —                    | —                    | —                    | —                    | —                    | —                    |                                                              |
| 1984                                                                                                  | Projects in the Jungle - Lançamento: - Gravadora: Metal Magic Records                          | ·        | —                    | —                    | —                    | —                    | —                    | —                    | —                    | —                    | —                    | —                    |                                                              |
| 1985                                                                                                  | I Am the Night - Lançamento: - Gravadora: Metal Magic Records                                  | ·        | —                    | —                    | —                    | —                    | —                    | —                    | —                    | —                    | —                    | —                    |                                                              |
| 1988                                                                                                  | Power Metal - Lançamento: - Gravadora: Metal Magic Records                                     | ·        | —                    | —                    | —                    | —                    | —                    | —                    | —                    | —                    | —                    | —                    |                                                              |
| 1990                                                                                                  | Cowboys from Hell - Lançamento: 24 de julho - Gravadora: Atco Records (#91372)                 | ·        | 117                  | —                    | —                    | —                    | —                    | —                    | —                    | —                    | 46                   | —                    | Platina 1.000.000 Ouro 100.000                               |
| 1992                                                                                                  | Vulgar Display of Power - Lançamento: 10 de fevereiro - Gravadora: Atco Records (#91758)       | ·        | 44                   | —                    | —                    | —                    | 69                   | 54                   | —                    | —                    | —                    | 64                   | 2× Platina 2.000.000 Ouro 100.000 Platina 70.000 Ouro 50.000 |
| 1994                                                                                                  | Far Beyond Driven - Lançamento: 7 de março - Gravadora: East West Records (#92302)             | ·        | 1                    | 1                    | 8                    | —                    | 7                    | 12                   | 14                   | 14                   | 2                    | 3                    | Platina 1.000.000 Ouro 100.000 Platina 100.000               |
| 1996                                                                                                  | The Great Southern Trendkill - Lançamento: 22 de abril - Gravadora: East West Records (#61908) | ·        | 4                    | 2                    | 14                   | 4                    | 33                   | 22                   | 5                    | 14                   | 7                    | 17                   | Platina 1.000.000 Prata                                      |
| 2000                                                                                                  | Reinventing the Steel - Lançamento: 7 de março - Gravadora: East West Records (#62451)         | ·        | 4                    | 2                    | 26                   | 3                    | 18                   | 22                   | 10                   | 14                   | 27                   | 33                   | Ouro 500.000                                                 |
| " — " denota que o lançamento não obteve certificação de vendas ou não apareceu nas paradas musicais. |                                                                                                |          |                      |                      |                      |                      |                      |                      |                      |                      |                      |                      |                                                              |

## Álbuns ao vivo
| Ano  | Álbum                                                                              | Allmusic | Posições nas paradas | Posições nas paradas | Posições nas paradas | Posições nas paradas | Posições nas paradas | Posições nas paradas | Posições nas paradas | Posições nas paradas | Posições nas paradas | Posições nas paradas | Certificações e vendas |
| Ano  | Álbum                                                                              | Allmusic | [ 9 ]                | [ 10 ]               | [ 11 ]               | [ 12 ]               | [ 13 ]               | [ 14 ]               | [ 15 ]               | [ 16 ]               | [ 17 ]               | [ 18 ]               | Certificações e vendas |
| ---- | ---------------------------------------------------------------------------------- | -------- | -------------------- | -------------------- | -------------------- | -------------------- | -------------------- | -------------------- | -------------------- | -------------------- | -------------------- | -------------------- | ---------------------- |
| 1997 | Official Live: 101 Proof - Lançamento: 29 de julho - Gravadora: East West (#62068) | ·        | 15                   | 19                   | 46                   | 16                   | 84                   | 66                   | 19                   | 36                   | 32                   | 57                   | Ouro 500.000           |

## Coletâneas
| Ano                                                                                                   | Álbuns | Allmusic | Posições nas paradas | Posições nas paradas | Posições nas paradas | Posições nas paradas | Certificações e vendas |
| Ano                                                                                                   | Álbuns | Allmusic | [ 9 ]                | [ 14 ]               | [ 15 ]               | [ 18 ]               | Certificações e vendas |
| --- | --- | -------- | -------------------- | -------------------- | -------------------- | -------------------- | ---------------------- |
| 2003                                                                                                  | The Best of Pantera: Far Beyond the Great Southern Cowboys' Vulgar Hits! - Lançamento: 23 de setembro - Gravadora: Elektra Records / Rhino Entertainment (#73932) | ·        | 38                   | —                    | —                    | —                    | Platina 1.000.000      |
| 2003                                                                                                  | Reinventing Hell: The Best of Pantera - Lançamento: 29 de setembro - Gravadora: Elektra/Rhino (#73729)                                                            | ·        | —                    | 52                   | 32                   | 116                  | Ouro 100.000           |
| " — " denota que o lançamento não obteve certificação de vendas ou não apareceu nas paradas musicais. | |          |                      |                      |                      |                      |                        |

## EPs
| Ano  | EP                                                                            |
| ---- | ----------------------------------------------------------------------------- |
| 1993 | Walk - Lançamento: - - Gravadora: Atco Records                                |
| 1994 | Alive and Hostile E.P. - Lançamento: 29 de abril - Gravadora: Elektra Records |

## Singles
| Ano                                                                                                 | Título                  | Posições nas paradas | Posições nas paradas | Posições nas paradas | Posições nas paradas | Posições nas paradas | Posições nas paradas |                   |                   |                   |                   |                   |
| Ano                                                                                                 | Título                  | EUA                  | EUA Main.            | AUS                  | SUE                  | R.U.                 | R.U. Rock            |                   |                   |                   |                   |                   |
| Cowboys from Hell                                                                                   | Cowboys from Hell       | Cowboys from Hell    | Cowboys from Hell    | Cowboys from Hell    | Cowboys from Hell    | Cowboys from Hell    | Cowboys from Hell    | Cowboys from Hell | Cowboys from Hell | Cowboys from Hell | Cowboys from Hell | Cowboys from Hell |
| --------------------------------------------------------------------------------------------------- | ----------------------- | -------------------- | -------------------- | -------------------- | -------------------- | -------------------- | -------------------- | ----------------- | ----------------- | ----------------- | ----------------- | ----------------- |
| 1990                                                                                                | «Cowboys from Hell»     | —                    | —                    | —                    | —                    | —                    | —                    |                   |                   |                   |                   |                   |
| 1990                                                                                                | «Cemetery Gates»        | —                    | —                    | —                    | —                    | —                    | —                    |                   |                   |                   |                   |                   |
| 1990                                                                                                | «Psycho Holiday»        | —                    | —                    | —                    | —                    | —                    | —                    |                   |                   |                   |                   |                   |
| Vulgar Display of Power                                                                             |                         |                      |                      |                      |                      |                      |                      |                   |                   |                   |                   |                   |
| 1992                                                                                                | «Mouth for War»         | —                    | 24                   | —                    | —                    | 73                   | 10                   |                   |                   |                   |                   |                   |
| 1992                                                                                                | «This Love»             | 106                  | —                    | —                    | —                    | —                    | 2                    |                   |                   |                   |                   |                   |
| 1992                                                                                                | «Hollow»                | —                    | —                    | —                    | —                    | —                    | 6                    |                   |                   |                   |                   |                   |
| 1993                                                                                                | «Walk»                  | 123                  | —                    | —                    | —                    | 35                   | 1                    |                   |                   |                   |                   |                   |
| Far Beyond Driven                                                                                   |                         |                      |                      |                      |                      |                      |                      |                   |                   |                   |                   |                   |
| 1994                                                                                                | «I'm Broken»            | —                    | —                    | 49                   | 32                   | 19                   | 2                    |                   |                   |                   |                   |                   |
| 1994                                                                                                | «Planet Caravan»        | —                    | 21                   | —                    | —                    | 26                   | 9                    |                   |                   |                   |                   |                   |
| 1994                                                                                                | «5 Minutes Alone»       | —                    | 13                   | —                    | —                    | —                    | 14                   |                   |                   |                   |                   |                   |
| 1994                                                                                                | «Becoming»              | 118                  | 12                   | —                    | —                    | —                    | 3                    |                   |                   |                   |                   |                   |
| The Great Southern Trendkill                                                                        |                         |                      |                      |                      |                      |                      |                      |                   |                   |                   |                   |                   |
| 1996                                                                                                | «Drag the Waters»       | —                    | 29                   | —                    | —                    | 27                   | 8                    |                   |                   |                   |                   |                   |
| 1996                                                                                                | «Suicide Note Pt. I»    | —                    | 10                   | —                    | —                    | —                    | —                    |                   |                   |                   |                   |                   |
| 1996                                                                                                | «Floods»                | —                    | 50                   | —                    | —                    | —                    | 11                   |                   |                   |                   |                   |                   |
| Official Live: 101 Proof                                                                            |                         |                      |                      |                      |                      |                      |                      |                   |                   |                   |                   |                   |
| 1997                                                                                                | «Where You Come From»   | —                    | —                    | —                    | —                    | —                    | —                    |                   |                   |                   |                   |                   |
| Trilha sonora de Detroit Rock City                                                                  |                         |                      |                      |                      |                      |                      |                      |                   |                   |                   |                   |                   |
| 1999                                                                                                | «Cat Scratch Fever»     | —                    | 40                   | —                    | —                    | —                    | —                    |                   |                   |                   |                   |                   |
| Reinventing the Steel                                                                               |                         |                      |                      |                      |                      |                      |                      |                   |                   |                   |                   |                   |
| 2000                                                                                                | «Revolution Is My Name» | —                    | 28                   | —                    | —                    | —                    | 20                   |                   |                   |                   |                   |                   |
| 2000                                                                                                | «Goddamn Electric»      | —                    | —                    | —                    | —                    | —                    | —                    |                   |                   |                   |                   |                   |
| 2000                                                                                                | «I'll Cast a Shadow»    | —                    | 37                   | —                    | —                    | —                    | 15                   |                   |                   |                   |                   |                   |
| Vulgar Display of Power                                                                             |                         |                      |                      |                      |                      |                      |                      |                   |                   |                   |                   |                   |
| 2012                                                                                                | «Piss»                  | —                    | 23                   | —                    | —                    | —                    | —                    |                   |                   |                   |                   |                   |
| "—" denota que o lançamento não obteve certificação de vendas ou não apareceu nas paradas musicais. |                         |                      |                      |                      |                      |                      |                      |                   |                   |                   |                   |                   |

## Vídeos/DVDs
| Ano  | Vídeos                                                                                | Certificações e vendas         |
| ---- | ------------------------------------------------------------------------------------- | ------------------------------ |
| 1991 | Cowboys from Hell: The Videos - Lançamento: 2 de abril - Gravadora: Atlantic (#50199) | Ouro 50.000                    |
| 1993 | Vulgar Video - Lançamento: 16 de novembro - Gravadora: Atlantic (#50345)              | Platina 100.000                |
| 1997 | 3 Watch It Go - Lançamento: 11 de novembro - Gravadora: Elektra (#40195)              | Platina 100.000                |
| 1999 | 3 Vulgar Videos from Hell - Lançamento: 23 de novembro - Gravadora: Elektra (#40213)  | Platina 100.000 Platina 15.000 |

## Videoclipes
| Ano  | Título                  | Diretor          |
| ---- | ----------------------- | ---------------- |
| 1990 | "Cowboys from Hell"     | Paul Rachman     |
| 1990 | "Psycho Holiday"        | Paul Rachman     |
| 1990 | "Cemetery Gates"        | Paul Rachman     |
| 1992 | "Mouth for War"         | Paul Rachman     |
| 1992 | "This Love"             | Kevin Kerslake   |
| 1992 | "Walk"                  | Paul Anderson    |
| 1994 | "Planet Caravan"        | Michael Boydstun |
| 1994 | "I'm Broken"            | Wayne Isham      |
| 1994 | "5 Minutes Alone"       | Wayne Isham      |
| 1996 | "Drag the Waters"       | Dimebag Darrell  |
| 2000 | "Revolution Is My Name" | Jim Van Bebber   |
| 2012 | "Piss"                  | Zach Merck       |